# Showtime (tv-2 album)
Showtime er det syttende studiealbum fra den danske popgruppe tv·2. Albummet blev udgivet den 14. februar 2011. Det er produceret af Thomas Troelsen, ligesom gruppens to foregående album, samt Frederik Thaae og Kristian Vad. Albummet udkom 30 år efter debutalbummet Fantastiske Toyota (1981), og er gruppens første album på pladeselskabet Universal, efter at have haft kontrakt med EMI siden Kys bruden (1996). "Fuck den kærlighed" blev udsendt som første single den 10. januar 2011. I forbindelse med udgivelsen afholdt tv·2 en gallakoncert for deres fanklub samt specielt inviterede i Operaen i København den 12. februar 2011. Albummet debuterede som #1 på hitlisten, med 7464 solgte eksemplarer i den første uge. Det er også blevet certificeret platin af IFPI for 20.000 bestilte eksemplarer til forhandlerne. Albummet var det 17. mest solgte i Danmark i 2011. I alt har albummet solgt 35.000 eksemplarer.
Forsanger Steffen Brandt fortæller om albummet,
| Citat | På det nye album giver vi os selv og kærligheden et tiltrængt reality tjek. Vi kigger lige på hvad det er for nogle vilkår vi byder hinanden i jagten på den ultimative frihed, selvudfoldelsen og den evige frygt for at gå glip af noget. Altid med jeg'et ubeskedent i centrum: Se mig, hør mig, bekræft mig. Ellers ER jeg ikke! | Citat |
|       | |       |

## Spor
Alt tekst og musik er skrevet af Steffen Brandt.
| #   | Titel                             | Producer        | Længde |
| --- | --------------------------------- | --------------- | ------ |
| 1.  | "Showtime"                        | Thomas Troelsen | 3:55   |
| 2.  | "Fuck den kærlighed"              | Thomas Troelsen | 3:50   |
| 3.  | "Som i himlen"                    | Thomas Troelsen | 3:52   |
| 4.  | "Go tur hjem"                     | Thomas Troelsen | 3:58   |
| 5.  | "Læg mig nu ned"                  | Thomas Troelsen | 4:52   |
| 6.  | "Den dag min elskede kommer hjem" | Frederik Thaae  | 3:35   |
| 7.  | "Salme for de tunge"              | Frederik Thaae  | 4:22   |
| 8.  | "Upside Down"                     | Frederik Thaae  | 3:20   |
| 9.  | "Bæres herfra"                    | Kristian Vad    | 4:15   |
| 10. | "Ubesvaret"                       | Kristian Vad    | 3:48   |
| 11. | "En stil om emnet død"            | Thomas Troelsen | 4:05   |
| 12. | "Vandfald"                        | Thomas Troelsen | 6:10   |

| 13. | "Vandfald" (Mike Sheridan version) |      |
| 14. | "Dårlig deo"                       | 3:27 |

| 13. | "Vandfald" (Mike Sheridan version) |  |

## Anmeldelser
Aarhus Stiftstidende skrev: "TV-2 spiller bundsolid pop (og kun pop) med finurlige formuleringer, der giver lidt at tænke over. Det har de gjort i 30 år. Datidens unge, rigtige mænd og tidens kvinder stimler stadig sammen i haller, koncertsale og på festivalpladser for at høre Brandt tage temperaturen på det samfund, han giver skylden for mangt og meget. Bandet favner bredt, og det vil »Showtime« også gøre. Den er skabt til succes."

## Personel
| - Thomas Troelsen – producer (track 1–5, 11 og 12) - Frederik Thaae – producer og mix (track 6–8) - Kristian Vad – producer (track 9 og 10) - Anders Schumann – mix og mastering - Magnus "The Giant" Vad – teknik - Jonas Tranberg – teknik; mix (track 9 og 10) - Kristian Thomsen – teknik - Claus Lund Pedersen – executive producer - Bo Andersen – executive producer | - Sven Gaul – trommer, add. strygerarrangement og kor - Hans Erik Lerchenfeld – guitar - Georg Olesen – bas - Steffen Brandt – vokal, keyboards og akustisk guitar - Niels Hoppe – saxofon - Katinka Vindelev – operakor - Charlotte Schultz – kor - Silja Okking – kor - Tore Nissen – piano - Andreas Birk – violin og bratsch - Hanna Englund – cello - Frederik Thaae – strygerarrangement - Jon Auring Grimm – add. keyboards - Snorre B. – add. demoproduction |

## Hitlister og certificering
| Hitliste (2011) | Højeste placering | Certificering |
| --------------- | ----------------- | ------------- |
| Danmark         | 1                 | Platin        |

| Hitliste (2011) | Placering |
| --------------- | --------- |
| Danmark         | 17        |

| Land (Organisation) | Certificering |
| ------------------- | ------------- |
| Danmark (IFPI)      | Platin        |